# All or Nothing (canción de Cher)
«All or Nothing» (en español: «Todo o nada») es una canción escrita por Mark Taylor y Paul Barry para el multiplatino álbum Believe, de la cantante estadounidense Cher

## Lanzamiento
Fue utilizada como tercer sencillo del exitoso álbum Believe, de la cantante Cher. Luego del éxito de «Strong Enough», «All or Nothing» sale a la venta; al principio fue bien criticado por su compleja composición, pero solo llegó hasta el puesto 38 del Billboard Hot 100 Singles Sales.

## Videoclip
El video de All or Nothing fue grabado durante su interpretación en la gira Do You Believe? Tour, aunque también hay escenas de otras canciones en vivo, una parte del video fue nuevamente filmada pero esta vez Cher vestía un atuendo distinto, una peluca roja, un vestido plateado y tras ella estaba su banda y sus bailarines con un vestuario similar con pelucas plateadas.
Más tarde en 1999, fue lanzado el video Remix que era muy similar al original. La diferencia principal era que este aparecía en colores negros y blancos y fue utilizada para All or Nothing (Almighty Definitive Mix), que también es el verdadero nombre del video remix.

## Formatos y pistas del sencillo
All or Nothing/Dov'e L'Amore US CD Single
1. All or Nothing (Danny Tenaglia International Mix)
2. All or Nothing (Metro Radio Mix)
3. All or Nothing (Danny Tenaglia Cherbot Vocadub)
4. All or Nothing (Almighty Definitive Mix)
5. Dov'e L'Amore (Todd Terry's TNT Club Mix)
6. Dov'e L'Amore (Tony Moran's Anthem Mix)
7. Dov'e L'Amore (Ray Roc's Latin Soul Vocal Mix)
8. Dov'e L'Amore (Tee's Radio Mix)
9. Dov'e L'Amore (Tony Moran's Anthem 7" Mix)
10. Dov'e L'Amore (Ray Roc's Radio Mix)

All or Nothing Australian CD Single
1. All or Nothing (Metro Mix)
2. All or Nothing (Almighty Radio Edit)
3. All or Nothing (K-Klass Radio Mix)
4. All or Nothing (Almighty Definitive Mix)
5. All or Nothing (K-Klass Klub Mix)
6. Strong Enough (Club 69 Future Anthem Short Mix Edit)

All or Nothing French CD Single
1. All or Nothing (Metro Mix)
2. All or Nothing (Almighty Definitive Mix)

All or Nothing Japanese CD Single
1. All or Nothing (Album Version) 3:58
2. All or Nothing (Metro Radio Mix) 3:59
3. All or Nothing (Almighty Radio Edit) 3:37
4. All or Nothing (K-Klass Radio Mix) 3:50
5. All or Nothing (Almighty Definitive Mix) 8:32
6. All or Nothing (K-Klass Klub Mix) 7:01
7. All or Nothing (Bunker Dub) 7:16

All or Nothing UK CD Single Pt. 1
1. All or Nothing
2. All or Nothing (Almighty Defintive Mix)
3. All or Nothing (K-Klass Klub Mix)

All or Nothing UK CD Single Pt. 2
1. All or Nothing
2. All or Nothing (Metro Radio Mix)
3. All or Nothing (Almighty Radio Edit)
4. All or Nothing (K-Klass Radio Mix)

## Posicionamiento en listas
| Lista (1999)                           | Mejor posición |
| -------------------------------------- | -------------- |
| Alemania (Offizielle Deutsche Charts)  | 44             |
| Australia (ARIA)                       | 62             |
| Austria (Ö3 Austria Top 40)            | 38             |
| Bélgica (Flandes) (Ultratop 50)        | 28             |
| Bélgica (Valonia) (Ultratop 50)        | 28             |
| Dinamarca (Tracklisten)                | 14             |
| Escocia (Scottish Singles Sales Chart) | 10             |
| Estados Unidos (Dance Club Songs)      | 1              |
| Europa (European Hot 100 Singles)      | 39             |
| Europa (European Hit Radio Top 40)     | 9              |
| Finlandia (OFC)                        | 4              |
| Francia (SNEP)                         | 30             |
| Hungría (Mahasz)                       | 5              |
| Irlanda (IRMA)                         | 14             |
| Nueva Zelanda (Recorded Music NZ)      | 28             |
| Países Bajos (Nederlandse Top 40)      | 14             |
| Países Bajos (Mega Single Top 100)     | 61             |
| Reino Unido (UK Singles Chart)         | 12             |
| Suecia (Sverigetopplistan)             | 58             |
| Suiza (Schweizer Hitparade)            | 30             |